# 72 Orionis
72 Orionis (f² Orionis) é uma estrela na direção da Orion. Possui uma ascensão reta de 06h 15m 25.13s e uma declinação de +16° 08′ 35.5″. Sua magnitude aparente é igual a 5.34. Considerando sua distância de 479 anos-luz em relação à Terra, sua magnitude absoluta é igual a 0.79. Pertence à classe espectral B7V.